# Rüdiger Ziehl
Rüdiger Ziehl (* 26. Oktober 1977 in Zweibrücken) ist ein ehemaliger deutscher Fußballspieler und heutiger -Trainer sowie -Funktionär.

## Werdegang
Der Defensiv-Allrounder spielte als Jugendspieler beim SC Stambach und beim SG Rieschweiler. Danach zog es ihn zum FK Pirmasens, ehe er 1995 zum 1. FC Kaiserslautern wechselte. Dort spielte er sieben Jahre und bestritt drei Bundesligaspiele. Nach zwei Jahren (2002 bis 2004) beim SV Wehen zog es ihn zur TuS Koblenz, mit der er 2006 in die 2. Bundesliga aufstieg. In der zweiten Bundesliga konnte sich Ziehl nicht durchsetzen und wurde während der Vorbereitung zur Saison 2009/10 von Trainer Uwe Rapolder in die zweite Mannschaft versetzt. Ihm wurde von der TuS Koblenz nahegelegt, sich einen neuen Verein zu suchen.
Im August 2009 unterschrieb Ziehl einen Vertrag über drei Jahre bei den Amateuren des VfL Wolfsburg. Aufgrund langwieriger Verletzungen beendete Ziehl jedoch bereits 2011 seine aktive Karriere und begann eine Ausbildung im VW-Konzern.
Zur Saison 2012/13 wurde Ziehl Co-Trainer der zweiten Mannschaft des VfL Wolfsburg. Nachdem Trainer Lorenz-Günther Köstner im Oktober Nachfolger von Felix Magath bei der ersten Mannschaft geworden war, übernahm Ziehl als Interimstrainer die 2. Mannschaft bis zum Ende des Jahres. Danach war er wieder in seiner Funktion als Co-Trainer aktiv, unter den Trainern Thomas Brdaric und später Valerien Ismael. Im Oktober 2016 übernahm er die Mannschaft als Cheftrainer und trainierte diese bis zum 30. Juni 2020.
Zur Saison 2021/22 übernahm Ziehl in der 3. Liga den Aufsteiger TSV Havelse als Nachfolger von Jan Zimmermann, der zum Zweitligisten Hannover 96 gewechselt war. Mit der Mannschaft stieg er jedoch auf dem 19. Platz wieder in die Regionalliga Nord ab. Da ein Profitrainer daher nicht mehr vorgesehen war, trennten sich der Verein und Ziehl nach dem Saisonende.
Im September 2022 wurde Ziehl Manager des Drittligisten 1. FC Saarbrücken. Rund einen Monat später trennte sich der Verein von seinem Cheftrainer Uwe Koschinat, woraufhin Ziehl die Mannschaft interimsweise übernahm. Bis zur Winterpause holte die Mannschaft fünf Siege und ein Unentschieden, wodurch man auf dem 2. Platz in die Winterpause ging. Der Verein entschied daraufhin, dass Ziehl seine Doppelrolle als Manager und Cheftrainer bis zum Ende der Saison 2022/23 ausüben werde. Anfang Mai 2023 wurde Ziehls Vertrag als Cheftrainer für die Saison 2023/24 verlängert. Die Mannschaft belegte am Saisonende den 5. Platz und verfehlte den direkten Aufstieg nur um einen Punkt. In der Saison 2023/24 folgte erneut der 5. Platz, wobei der Rückstand auf den Relegationsplatz drei und auf einen Aufstiegsplatz sieben Punkte betrug. Im DFB-Pokal führte Ziehl den Verein bis in das Halbfinale, in dem man am Zweitligisten 1. FC Kaiserslautern scheiterte; zuvor hatte man den Zweitligisten Karlsruher SC sowie die Erstligisten FC Bayern München, Eintracht Frankfurt und Borussia Mönchengladbach ausgeschaltet.
Ende April 2025 übergab Ziehl die Position des Cheftrainers an Alois Schwartz, blieb aber Manager. Die Saarbrücker standen vier Spieltage vor dem Ende der Saison 2024/25 mit 56 Punkten auf dem 4. Platz und hatten zwei Punkte Rückstand auf den Relegationsplatz und sechs Punkte Rückstand auf einen Aufstiegsplatz, hatten aus den letzten sieben Spielen jedoch nur fünf Punkte geholt.

## Erfolge
Als Spieler
- Aufstieg in die 2. Bundesliga: 2006 (TuS Koblenz)
- Rheinlandpokalsieger (2): 2005, 2006 (beide TuS Koblenz)

Als Cheftrainer
- Meister der Regionalliga Nord: 2019 (VfL Wolfsburg II)